# Jan van den Biesen
Jan Jacob Willem (Jan) van den Biesen (Amsterdam, 27 februari 1836 – Amsterdam, 21 februari 1897) was een Nederlands politicus.
Van den Biesen was een Amsterdamse katholieke voorman, die drie jaar Tweede Kamerlid was voor het district Breda. Hij was advocaat en medewerker van katholieke dagbladen. Hij had vele functies in katholieke organisaties, zoals president van de vereniging van de H. Vincentius a Paulo in Nederland en medeoprichter en later lid van de raad van bestuur van de Sint Jozef Gezellenvereniging te Amsterdam, en richtte daarnaast enkele andere verenigingen op. Hij was zeer godsdienstig en meer geïnteresseerd in maatschappelijke actie dan in de politiek. In de Kamer was hij een medestander van Schaepman. Bij Koninklijk Besluit werd Van den Biesen benoemd tot Ridder in de Orde van de Nederlandse Leeuw.
Jan van den Biesen, oudste zoon van Jacob Willem van den Biesen, huwde op 11 juni 1861 met Alida Francisca Leesberg (overleden in 1867) en op 3 mei 1871 met Elisabeth Marie Anna Josephina de Munnick.